# Holmenkollbakken
|  | Denne artikel eller sektion om sport er forældet eller ikke opdateret. Se artiklens diskussionsside eller historik. |

Holmenkollbakken er en skihopbakke i Holmenkollen i Oslo, Norge. Bakken er et kendt vartegn for Oslo, og den er også en af de mest kendte hopbakker i verden.
Den første konkurrence i skihop på Holmenkollbakken blev arrangeret 31. januar 1892, med over 10.000 tilskuere. Siden da er bakken blevet udbygget mange gange. Det første hoptårn blev rejst i 1914. Daværende norske kronprins Olav deltog i Holmenkollrennene i 1922 og 1923.
Hopkonkurrencen ved Vinter-OL 1952 blev arrangeret i Holmenkollen, og Holmenkollbakken var også arena for VM i 1966 og 1982.
Hopbakken blev sidst udbygget i 1992.
I dag har bakken et k-punkt på 120 meter (bakkestørrelse 134 meter). Dagens bakkerekord i Holmenkollen er 136 meter, sat af normanden Tommy Ingebrigtsen 25. januar 2006. Bakkerekorden for kvinder har Anette Sagen med 131 meter, også sat 25. januar 2006.
Selve tårnet i Holmenkollbakken er 60 meter højt og ligger 417 meter over havet. I bunden af bakken ligger Besserudtjernet om sommeren. Om vinteren tappes vandet ud af den lille sø, og bunden af søen bliver enden af hopbakken. Dagens tilskuerkapacitet i Holmenkollbakken er ca. 30.000. Skimuseet i Holmenkollen har siden 1983 ligget i fjeldet ved siden af hopbakken.

## Ny bakke
I dag er Holmenkollbakken gammeldags og lille, og udsat for vind. Oslo ønskede at arrangere VM i 2011, men i så fald må der bygges en ny Holmenkollbakke + en ny K 90-bakke. 
Der planlægges nu en stor udbygning af Holmenkollbakken på samme sted som den eksisterende. Der har været ideer fremme om at bygge en overdækket hopbakke for undgå vindproblemmerne, men dette bliver næppe nogen realitet i Holmenkollen, i hvert fald ikke i denne omgang. 

## Bakkerekorder
Udvalgte bakkerekorder (kilde: skisprungschanzen-archiv.de (Webside ikke længere tilgængelig)):
- 1892: 21,5 m
- 1893: 22,0 m
- 1896: 24,5 m
- 1909: 31,0 m
- 1918: 42,0 m
- 1929: 50,0 m
- 1939: 62,0 m
- 1947: 70,0 m
- 1962: 80,5 m
- 1968: 91,0 m
- 1980: 105,0 m
- 1985: 110,5 m
- 1994: 126,5 m
- 1999: 131,0 m
- 2006: 136,0 m – Tommy Ingebrigtsen, Norge